# Hollandse Bossen
De Hollandse Bossen is de naam van een landgoed en natuurgebied dat gelegen is tussen Ulicoten en Baarle-Nassau.
Het landgoed meet 85 ha en bestaat uit naaldbos, grasland en akkers, en wordt doorsneden door enkele lanen. Het was eigendom van een particulier, die het aan Natuurmonumenten heeft verkocht. Het landgoed werd aangelegd op de voormalige Ulicootse Heide.
De Hollandse Bossen liggen op de overgang tussen hoger gelegen zandgronden en enkele lager gelegen beekdalen, zoals die van Pools Heining en de Reutsche Loop.
De bedoeling is dat de landbouwgebieden tot natuur worden omgevormd en enkele drooggelegde vennen worden hersteld.